# Xadrez ao vivo

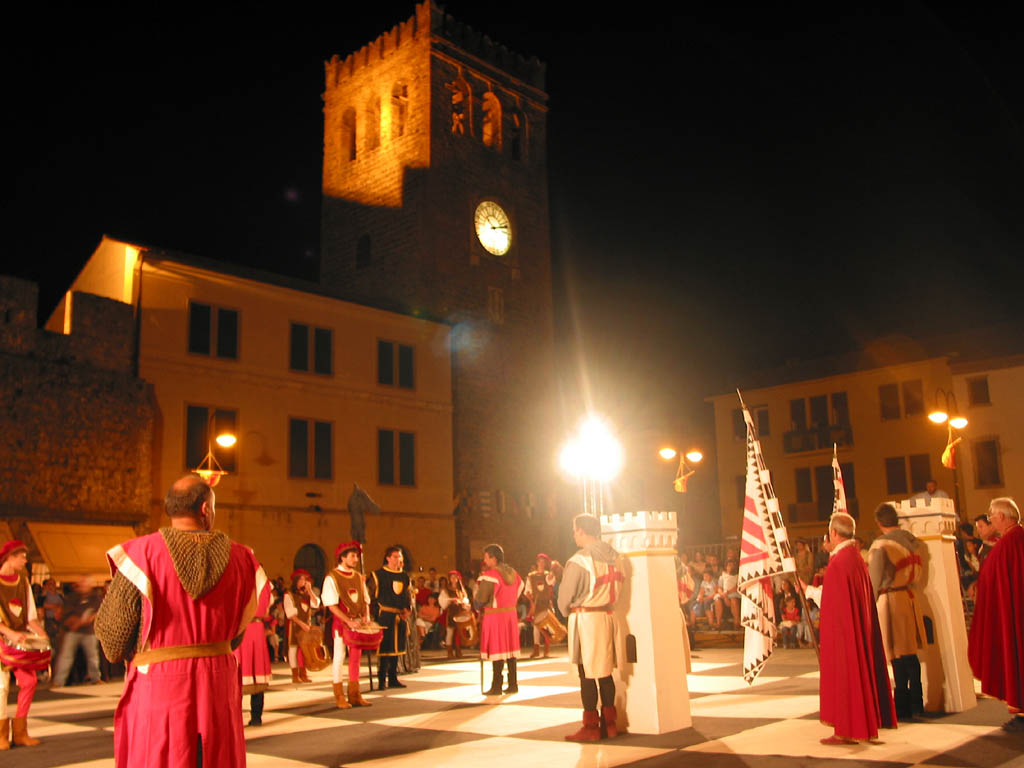
Partida de xadrez ao vivo, onde as peças e peões são representados por atores, na cidade de Monselice, Itália (2004).

Xadrez ao vivo é a denominação dada às partidas de xadrez na qual são pessoas que representam as peças e os seus movimentos. Em uma grande calçada ou tapete é pintado o tabuleiro e todas as pessoas estão vestidas e caracterizadas como as peças.